# Óscar Razo
Óscar Francisco Razo Ventura (ur. 9 kwietnia 1984 w Irapuato) – meksykański piłkarz występujący na pozycji lewego obrońcy, obecnie zawodnik Atlasu.

## Kariera klubowa
Razo pochodzi z miasta Irapuato i jest wychowankiem tamtejszego zespołu CD Irapuato. Do drużyny seniorów, występującej wówczas w rozgrywkach drugiej ligi meksykańskiej, został włączony jako dziewiętnastolatek i na koniec sezonu 2002/2003 awansował z nią do najwyższej klasy rozgrywkowej. Spadł z niej jednak już po roku, w sezonie 2003/2004, a ponadto pozostawał wówczas wyłącznie głębokim rezerwowym ekipy. Wobec tego udał się na wypożyczenie do drugoligowego Pachuca Juniors, filii klubu CF Pachuca, gdzie spędził dwanaście miesięcy w roli podstawowego piłkarza drużyny. W połowie 2006 roku, dzięki udanym występom w Primera División A w barwach Irapuato, przeszedł do pierwszoligowego Tiburones Rojos de Veracruz. Tam zdołał zadebiutować w meksykańskiej Primera División, 5 sierpnia 2006 w wygranym 3:0 spotkaniu z Querétaro, a ogółem w zespole z portowego miasta występował przez rok bez większych sukcesów.
Latem 2007 Razo został zawodnikiem ekipy Jaguares de Chiapas z siedzibą w Tuxtla Gutiérrez. Tam od razu wywalczył sobie pewne miejsce w wyjściowej jedenastce, 19 stycznia 2008 w zremisowanej 2:2 konfrontacji z Atlante zdobywając premierowego gola w najwyższej klasie rozgrywkowej. Barwy Jaguares reprezentował przez kolejne cztery i pół roku, regularnie występując w pierwszym składzie, lecz nie odniósł z nią żadnych osiągnięć na arenie krajowej. W 2011 roku był za to podstawowym zawodnikiem drużyny podczas pierwszego międzynarodowego turnieju w jej historii, rozgrywek Copa Libertadores, w których ekipa Jaguares odpadła dopiero w ćwierćfinale. W styczniu 2012 razem ze swoim kolegą klubowym Christianem Valdezem na zasadzie wypożyczenia zasilił ekipę Monarcas Morelia, a w zamian graczami Jaguares zostali Yasser Corona i Luis Miguel Noriega. Tam Razo występował przez rok, rozgrywając zaledwie trzy ligowe spotkania i pełniąc wyłącznie rolę rezerwowego.
Wiosną 2013 Razo przeszedł do zespołu Club Atlas z siedzibą w mieście Guadalajara; w odwrotną stronę powędrował Sergio Santana. Tam przez pierwsze pół roku miał pewne miejsce w wyjściowym składzie, jednak na dłuższą metę nie potrafił wywalczyć sobie niepodważalnej pozycji w pierwszej jedenastce. W jesiennych rozgrywkach Apertura 2013 dotarł ze swoją drużyną do finału krajowego pucharu – Copa MX.
| Sezon     | Klub                        | Kraj   | Rozgrywki  | Mecze | Bramki |
| --------- | --------------------------- | ------ | ---------- | ----- | ------ |
| 2002/2003 | CD Irapuato                 | Meksyk | Ascenso MX | 3     | 0      |
| 2003/2004 | CD Irapuato                 | Meksyk | Liga MX    | 0     | 0      |
| 2004/2005 | Pachuca Juniors             | Meksyk | Ascenso MX | 18    | 0      |
| 2005/2006 | CD Irapuato                 | Meksyk | Ascenso MX | 32    | 8      |
| 2006/2007 | Tiburones Rojos de Veracruz | Meksyk | Liga MX    | 21    | 0      |
| 2007/2008 | Jaguares de Chiapas         | Meksyk | Liga MX    | 32    | 2      |
| 2008/2009 | Jaguares de Chiapas         | Meksyk | Liga MX    | 32    | 0      |
| 2009/2010 | Jaguares de Chiapas         | Meksyk | Liga MX    | 32    | 0      |
| 2010/2011 | Jaguares de Chiapas         | Meksyk | Liga MX    | 30    | 2      |
| 2011/2012 | Jaguares de Chiapas         | Meksyk | Liga MX    | 14    | 0      |
| 2011/2012 | Monarcas Morelia            | Meksyk | Liga MX    | 3     | 0      |
| 2012/2013 | Monarcas Morelia            | Meksyk | Liga MX    | 0     | 0      |
| 2012/2013 | Club Atlas                  | Meksyk | Liga MX    | 16    | 0      |
| 2013/2014 | Club Atlas                  | Meksyk | Liga MX    | 18    | 0      |
| 2014/2015 | Club Atlas                  | Meksyk | Liga MX    |       |        |